# Erotische Fotografie

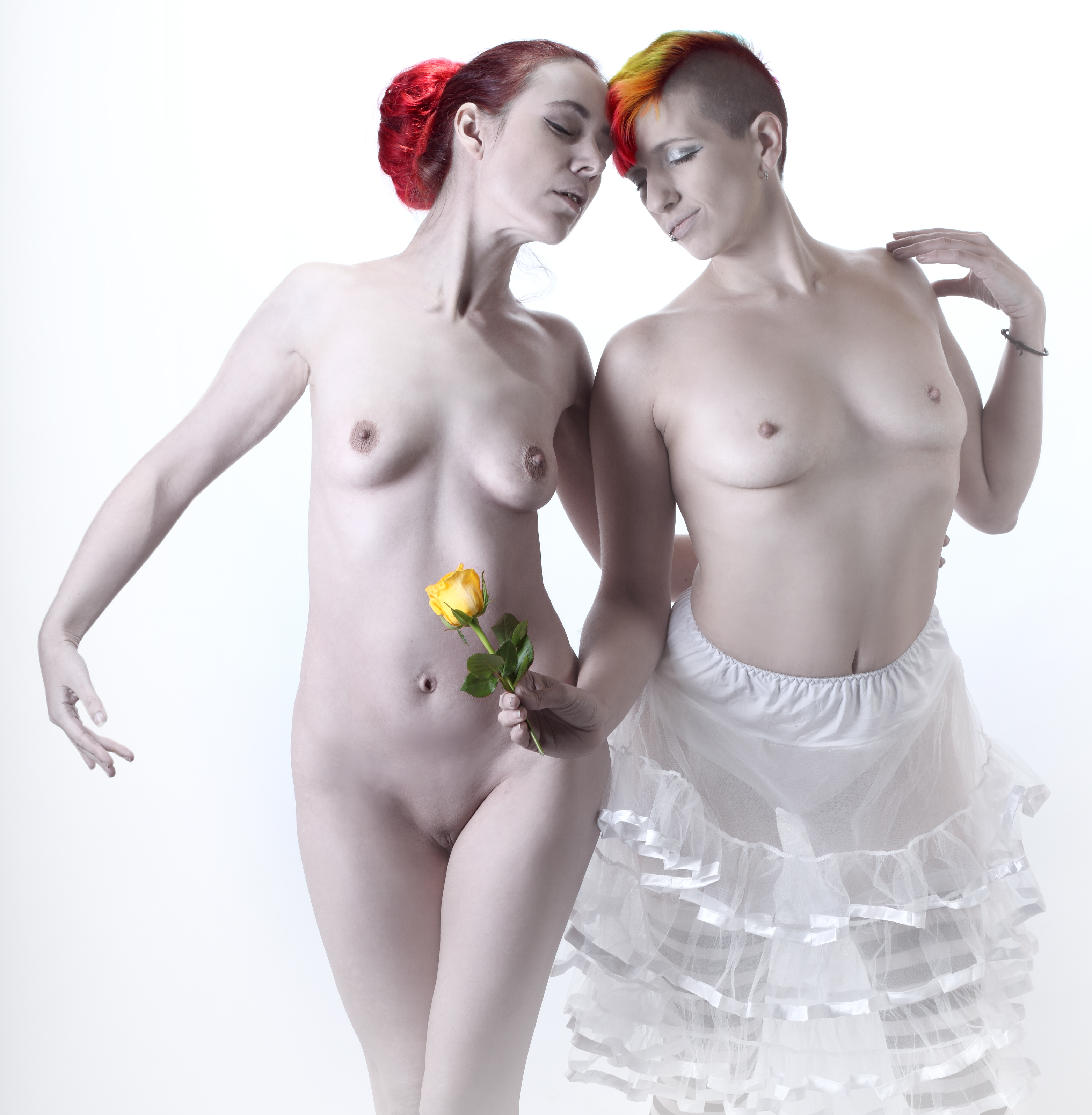
Moderne erotische Fotografie

Als erotische Fotografie bezeichnet man ein fotografisches Genre, das stilistisch zwischen Aktfotografie und Pornografie angesiedelt ist. Zur erotischen Fotografie gehört die Darstellung des mehr oder weniger nackten menschlichen Körpers in einem sexuellen Bezug. Die Unterscheidung zur Pornografie ist oft weitgehend subjektiv; die erotische Fotografie steht immer im Spannungsfeld zwischen künstlerischer Freiheit, Ästhetik, Kitsch, Provokation und dem Verstoß gegen „die guten Sitten“.

## Geschichte und Entwicklung

### 19. Jahrhundert

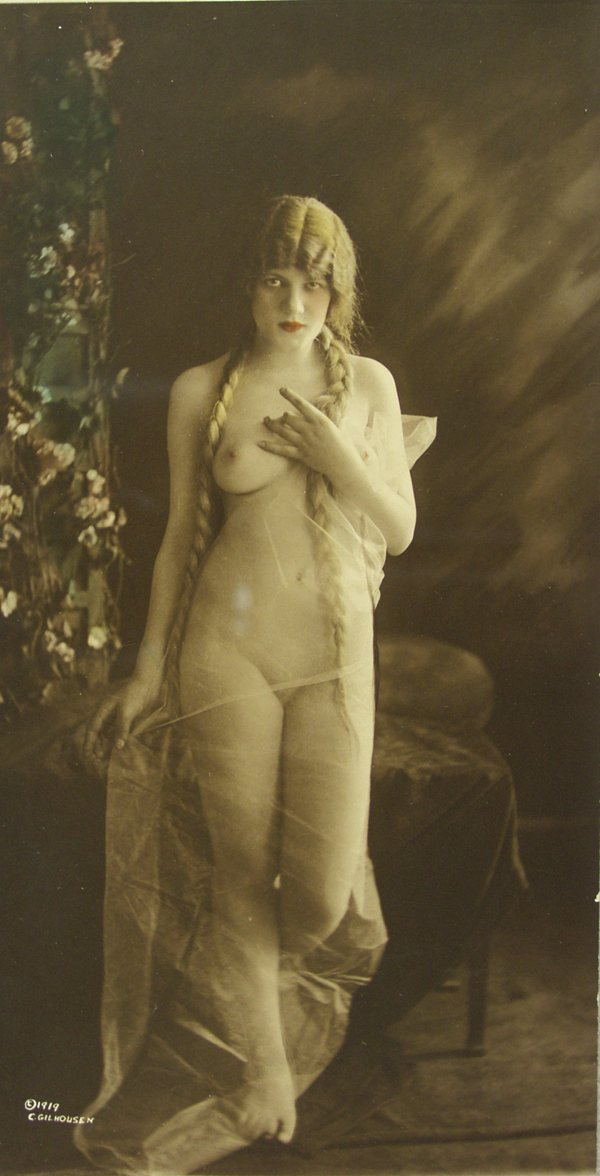
Erotische Postkarte (1919)

Bis ins Jahr 1835, der Erfindung der Fotografie durch Louis Daguerre, war die bildliche erotische Darstellung ausschließlich auf Zeichnung und Malerei beschränkt. Zu dieser Zeit war die öffentliche Moral jedoch sehr prüde bezüglich der Darstellung nackter Personen, insbesondere wenn sie unter einem erotischen Vorzeichen stand. Auch die technische Entwicklung steckte in den Kinderschuhen: Sehr lange Belichtungszeiten waren nötig und erschwerten das Ablichten von Personen. Die Reproduktion war nur durch Abfotografieren der Originalvorlage möglich, was das Verfahren umständlich und teuer machte. Somit war eine Fotografie zu jener Zeit sehr kostbar und kein Massenmarkt vorhanden.
Im Jahr 1838 wurde die Stereofotografie erfunden, 1841 die Kalotypie. Diese Verfahren wurden einige Jahre später zur Marktreife entwickelt und ermöglichten der erotischen Fotografie einen ersten Aufschwung. In Frankreich wurden Postkarten mit nackten Frauen in erotischen Posen produziert, die man zwar als Postkarten verkaufte, deren eigentlicher Zweck jedoch nicht im Versenden per Post bestand, da dies auch verboten gewesen wäre. Das erste Magazin, das erotische Fotos publizierte, war das französische La Beaute.

### 20. Jahrhundert und Gegenwart

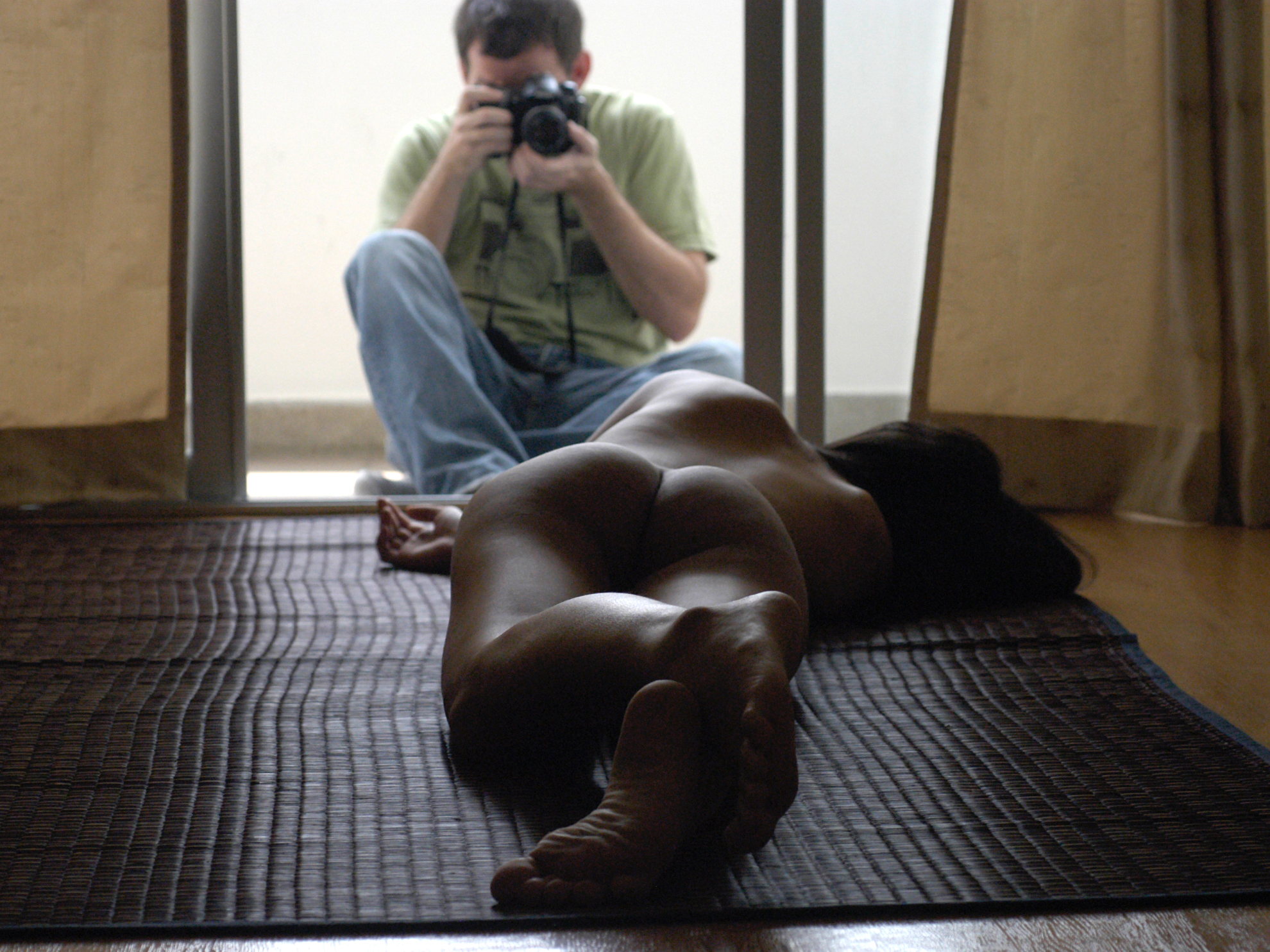
Fotograf mit Model

Im frühen 20. Jahrhundert kam es zum Aufstieg der erotischen Fotografie. In Frankreich wurden insbesondere Ansichtskarten vertrieben. Zu den Erotik-Fotografen dieser Zeit zählten in Frankreich Jean Agélou (1878–1921), Jacques Biederer (1892–etwa 1942), Louis Amédée Mante (A. M. Patent, 1826–1913), Julian Mandel (um 1893–nach 1945), Charles Reutlinger (1816–1888), Jules Richard (1848–1930), Lucien Walery (1863–1929), Grundworth (anonym, Fotos von den 1890er bis zu den 1930ern), Edmond Goldschmidt (1863–1932) in Italien Vincenzo Galdi (1871–1961), Gaudenzio Guglielmo Marconi (1841–1885) und Guglielmo Plüschow (1852–1930), in Deutschland Rudolf Franz Lehnert (1878–1948) & Ernst Heinrich Landrock (1878–1966) und in den Vereinigten Staaten Charles Gilhousen (1867–1929).
Während des Zweiten Weltkrieges erreichten die Pin-up-Girls ein breites Publikum. Die Darstellung war anfangs zwar noch auf nackte Beine in kurzen Röcken beschränkt, in den 1950er Jahren kamen auch öfter nackte Brüste hinzu. Die Zeitschrift Playboy, im Jahr 1953 gegründet, erreichte bald große Popularität und begründete den Markt der Männer- und Lifestylemagazine. Erotische Fotografie wurde bald eng mit ihr verbunden und zunehmend in die Öffentlichkeit gerückt. Die 1965 gegründete Zeitschrift Penthouse zeigte deutlich sichtbar Genitalien, mit Schamhaar bedeckt. Die Modelle schauten in der Regel direkt in die Kamera, als ob sie in Beziehung zum Betrachter treten würden.
Wegen des Pornographieverbots in der DDR hatte die erotische Akt-Fotografie besondere Bedeutung. Zu den Erotik-Fotografen zählten Günter Rössler, Klaus Ender, Günter Gueffroy und zahlreiche andere.
Die Verbreitung des Internets in den 1990er Jahren sowie die zunehmende gesellschaftliche Liberalisierung brachten der erotischen Fotografie einen erneuten Aufschwung. Es bildeten sich diverse Print- und Onlinepublikationen, die mittlerweile den großen Magazinen (Playboy, Penthouse) Konkurrenz machen und die unterschiedlichsten Geschmäcker bedienen. Größter Online-Anbieter erotischer Fotografie ist die Website MetArt.
Die Geschichte der erotischen Fotografie bietet einen Einblick in die gesellschaftlichen Schönheitsideale. So ergab eine Studie der York University in Toronto, dass 70 % der Playmates genannten Modelle des Playboy im Untersuchungszeitraum 1978 bis 1998 untergewichtig waren. Der durchschnittliche Body-Mass-Index der Playmates lag bei 18,1 kg/m².
Eine Veränderung des Schönheitsideals, die durch die erotische Fotografie sichtbar gemacht und wohl teilweise auch verstärkt wurde, ist die zunehmende Verbreitung der Schamhaarentfernung. So finden sich auf erotischen Fotos der 1980er Jahre fast ausschließlich Frauen mit natürlicher Schambehaarung, die in den 1990er Jahren zu einem immer dünner werdenden Strich wurden und meist völlig verschwanden.

## Abgrenzungen

### Pornografie
Ähnlich wie die Pornografie verfolgt die erotische Fotografie das Ziel, den Betrachter sexuell zu stimulieren und zu erregen. Anders als die Pornografie bedient sie sich zum Aufbau der Erotik nicht unbedingt der expliziten und nie der groben Darstellung sexueller Handlungen, sondern verwendet meist nur Andeutungen und erfüllt dabei in der Regel höhere ästhetische Ansprüche.

### Aktfotografie
Die Grenzen zur erotischen Fotografie sind fließend, dasselbe Foto lässt sich oft beiden Kategorien zuordnen. Ebenso ist der künstlerisch-ästhetische Anspruch häufig auch bei der erotischen Fotografie gewahrt. Entscheidend ist der Zweck: Die erotische Fotografie strebt einen sexuellen Reiz an, der sich bei der Aktfotografie nur nebenbei einstellt. Für diese sind die Formen des menschlichen Körpers und die Möglichkeiten ausschlaggebend, sie als fotografisches Objekt ähnlich einer Landschaft oder einer Szenerie künstlerisch darzustellen. Bilder, die in den Zeitschriften für Freikörperkultur erscheinen sollten, die sich von sexuellen Motiven abzugrenzen versuchte, waren oft eine Gratwanderung, denn die Zeitschriften verkauften sich dadurch besser. Die Herausgeber mussten aber mit Zensur rechnen und waren eigentlich den Idealen der Freikörperkultur verpflichtet.